# Municipio de Adams (condado de Decatur)
El municipio de Adams (en inglés: Adams Township) es un municipio ubicado en el condado de Decatur en el estado estadounidense de Indiana. En el año 2010 tenía una población de 1944 habitantes y una densidad poblacional de 22,76 personas por km².

## Geografía
El municipio de Adams se encuentra ubicado en las coordenadas 39°24′55″N 85°33′50″O / 39.41528, -85.56389. Según la Oficina del Censo de los Estados Unidos, el municipio tiene una superficie total de 85.4 km², de la cual 85.3 km² corresponden a tierra firme y (0.12%) 0.1 km² es agua.

## Demografía
Según el censo de 2010, había 1944 personas residiendo en el municipio de Adams. La densidad de población era de 22,76 hab./km². De los 1944 habitantes, el municipio de Adams estaba compuesto por el 97.99% blancos, el 0.21% eran afroamericanos, el 0.1% eran amerindios, el 0.31% eran asiáticos, el 0.05% eran isleños del Pacífico, el 0.1% eran de otras razas y el 1.23% pertenecían a dos o más razas. Del total de la población el 1.03% eran hispanos o latinos de cualquier raza.